# Peredvizjniki

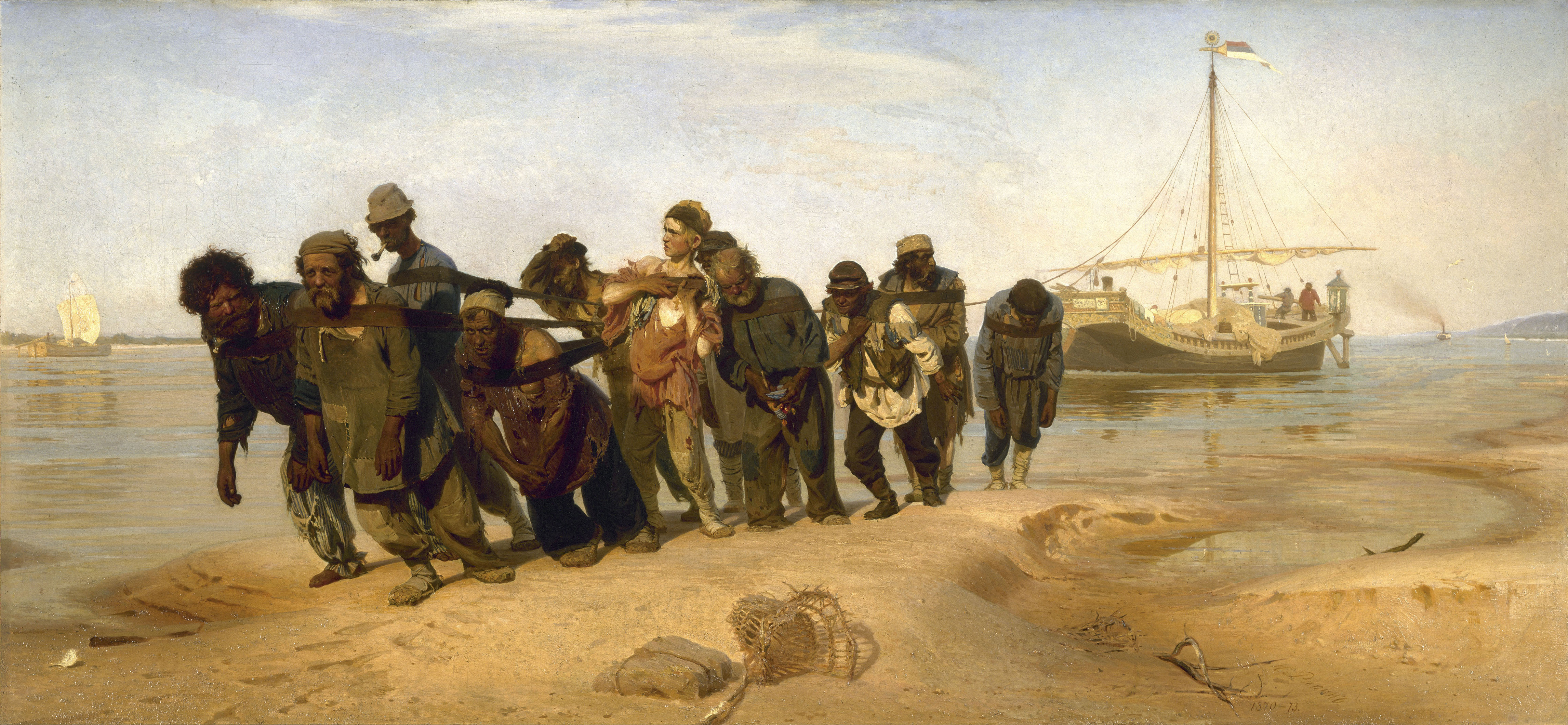
De Wolgaslepers, versie 2 (1873), Russisch Museum, Sint-Petersburg

De Peredvizjniki (Russisch: передвижники, NL:De Trekkers of De Zwervers) was, in de Russische volksmond, de naam van een groep van Russische kunstschilders, die aan het einde van de 19e en het begin van de 20e eeuw, de “Maatschappij voor Reizende Kunstexposities” vormden en exposities organiseerden in 32 steden in het Europees deel van Rusland. De statuten van de maatschappij werden opgesteld in 1869; de exposities vonden plaats  tussen 1871 en 1923. 
De kunst van deze groep wordt tot het realisme gerekend.

## Ontstaan

Portret van cultuurcriticus Vladimir Stasov door Ilja Repin

Tot 1860 was de vorming tot professioneel kunstenaar in Rusland volledig in handen van de Keizerlijke Kunstacademie, met vestigingen in Sint-Petersburg en Moskou. Men werd in een streng keurslijf geperst en moest proeven van bekwaamheid afleggen op verplichte onderwerpen, voornamelijk Bijbelse en mythologische voorstellingen. De bij de Keizerlijke Kunstacademie verkregen titels en rangen gaven uitzicht op het verkrijgen van volledige burgerrechten. De Keizerlijke Kunstacademie was de enige die, in enige omvang, kunst kocht en tentoonstellingen organiseerde.
In 1863 kwam een groep studenten tegen de academie in opstand (De Opstand van de Veertien) en vroeg om zelfgekozen onderwerpen te mogen schilderen als proeve van bekwaamheid. Dit werd door de academie afgewezen.
Daarop weigerden veertien van de vijftien studenten, die in aanmerking kwamen om de proeve van bekwaamheid af te leggen, onder leiding van Ivan Kramskoj, de verplichte voorbereidende schets van het toekomstige schilderij (verplicht thema Feest in het Walhalla) te maken. Toen de veertien studenten de academie berichtten dat zij afzagen van deelname, werd de jaarlijkse competitie voor de Gouden Medaille afgezegd.
Kramskoj richtte daarna de Artel van kunstenaars op. Die hield een expositie aan het eind van 1863 buiten de academie om. Kunstcriticus Vladimir Stasov zei hierover: 

In 1863 weeklonk een donderslag en werd de lucht van de Russische kunst gezuiverd. Een handjevol jonge kunstenaars, arm, hulpeloos, zwak, verrichtte iets dat op dat moment alleen reuzen en krachtpatsers gelukt zou zijn. Zij gooiden alle oude regels ondersteboven en wierpen de eeuwenoude ketenen van zich af. Dit was de dageraad van een nieuwe kunst.
— Vladimir Stasov, kunstcriticus

In 1869 richtte een tweede groep kunstenaars de Maatschappij voor Reizende Kunstexposities op. Deze maatschappij kende de volgende doelen:
- vrijheid bij het kiezen van een eigen thema
- vrijheid om zelf te zoeken naar kopers
- vrijheid om te exposeren waar men wil

Tot dan toe waren deze activiteiten aan de academie voorbehouden geweest. Ten aanzien van de thema's wilde de groep het herkenbare leven van de 'gewone' Rus weergeven in plaats van een (Bijbelse) verleden of een fantasiewereld. Voordien was alleen de academie gerechtigd te kopen en te verkopen. Exposities vonden alleen plaats in Sint-Petersburg en Moskou. De groep wilde de kunst dichter bij de mensen brengen en vond dat geheel Rusland in de gelegenheid moest zijn kennis te maken met kunst. 

## Rondtrekkende exposities

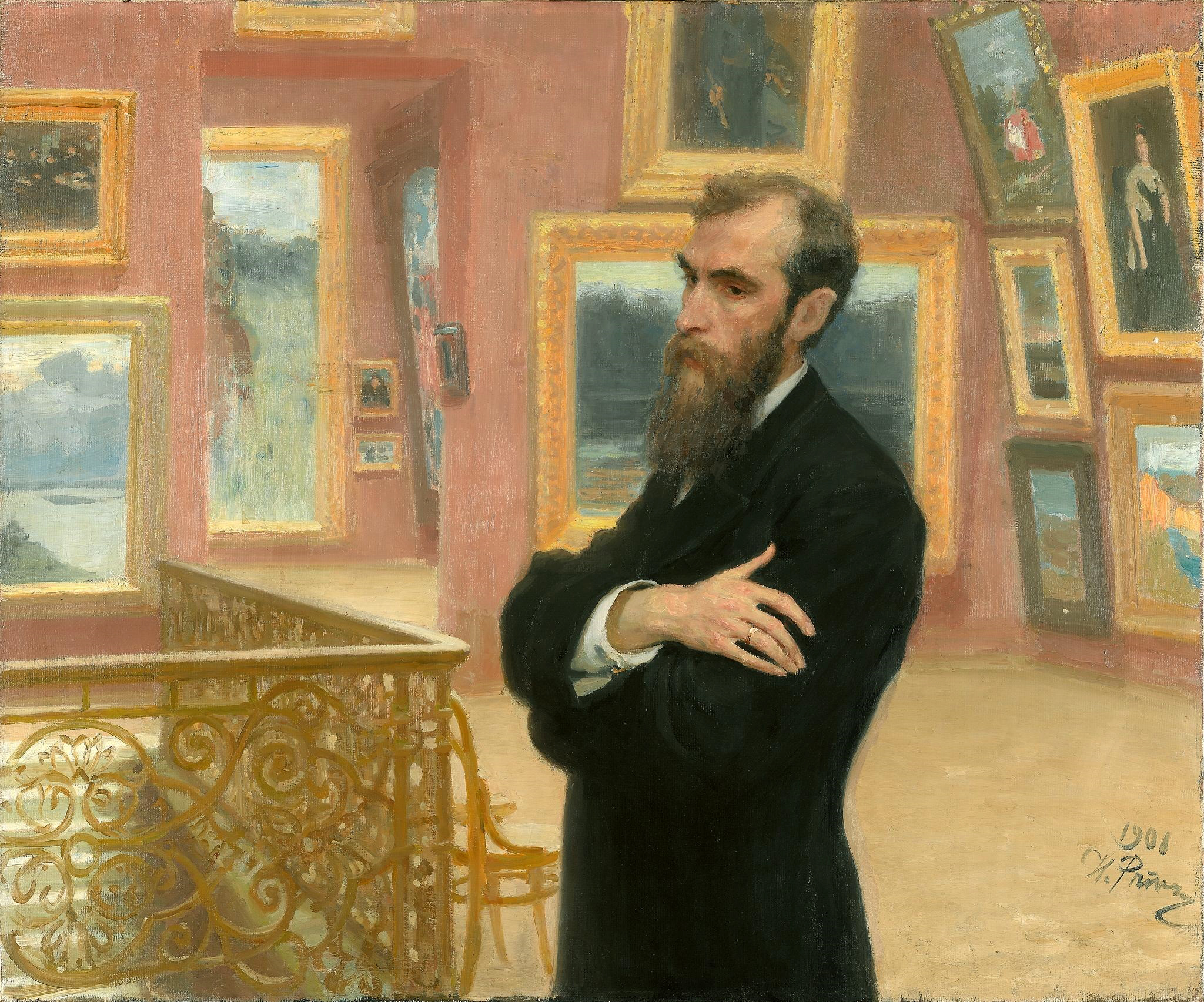
Mecenas Pavel Tretjakov. Portret door Ilja Repin.

In 1871 werd de groep bekend door een gezamenlijke expositie. Deze was te zien in Sint-Petersburg en Moskou, maar trok ook rond door de Russische provincies. Hierdoor werd de groep Peredvizjniki genoemd, in het Nederlands: De Trekkers of De Zwervers. Vladimir Stasov, algemeen en vooraanstaand cultuurcriticus, schreef lovende kritieken over de expositie in kranten en tijdschriften. Hij wist ook geldschieters te interesseren. Stasov was de ontdekker van Ilja Repin.
Tussen 1871 en 1878 werd de officiële benaming van de Peredvizjniki: “Maatschappij voor reizende kunstexposities”.
Het streven om de bevolking buiten Moskou en Sint-Petersburg ook de gelegenheid te geven tentoonstellingen te bezoeken werd vervuld door vanaf 1871 tot en met 1905 te exposeren in 29 steden in Europees Rusland en zelfs in Warschau, Riga en Vilnius. In de laatste jaren van de groep (1906-1923) werden alleen Moskou en Sint-Petersburg bezocht. De uitgebreidste expositiereizen vonden plaats in 1889-1890 en in 1899-1900 toen 19 resp. 16 steden werden aangedaan.
Veel kunstwerken werden gemaakt in opdracht van, en gekocht door, maecenas Pavel Tretjakov, wiens collectie later in de Tretjakovgalerij werd ondergebracht. Een ander deel van de kunstwerken van dit collectief is te zien in het Russisch Museum in Sint-Petersburg.
Later werd hun kunst tot voorbeeld gesteld van de Sovjetkunst, het socialistisch realisme.

## Belangrijke leden

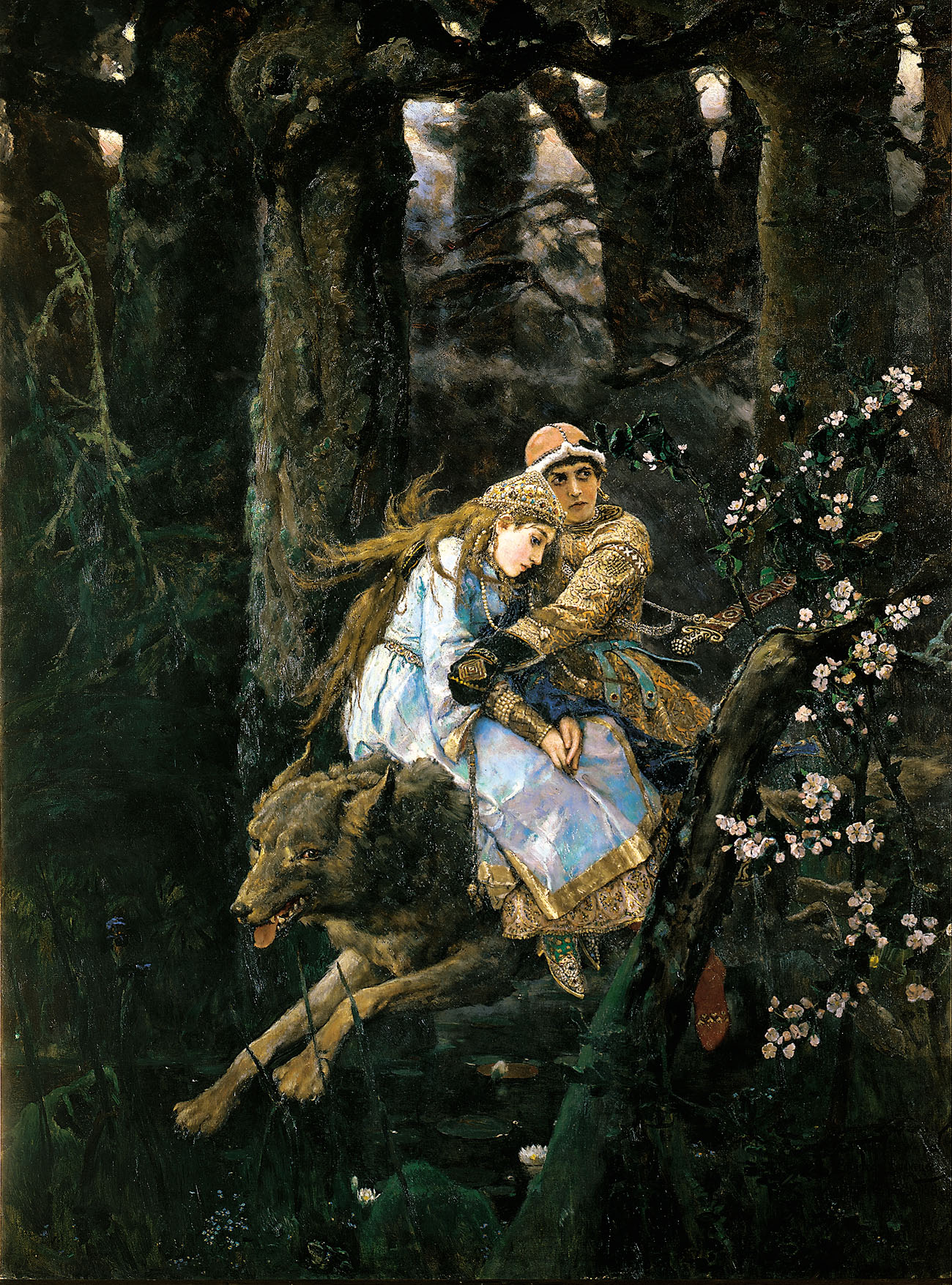
Sprookje 'Tsarevitsj Ivan en de grijze wolf' van Viktor Vasnetsov.

Belangrijke leden van De Trekkers waren:
- Nikolaj Bodarevski
- Nikolaj Bogdanov-Belski
- Aleksej Bogoljoebov
- Nikolaj Ge[7]
- Michail Klodt
- Archip Koeindzji
- Ivan Kramskoj[7]
- Isaak Levitan
- Rafail Levitski
- Konstantin Makovski
- Vladimir Makovski
- Michail Nesterov
- Vasili Perov[7]
- Mykola Pymonenko
- Ilja Repin
- Aleksej Savrasov
- Valentin Serov
- Ivan Sjisjkin
- Vasili Soerikov
- Apollinari Vasnetsov
- Viktor Vasnetsov

## Tentoonstelling
Vanaf 15 december 2001 tot en met 7 april 2002 werd een zeer succesvolle tentoonstelling Het geheim van Rusland met het werk van Ilja Repin getoond in het Groninger Museum. Dit was de eerste tentoonstelling van de trekkers in Nederland.
Vanaf 24 september 2016 tot en met 2 april 2017 werd de tentoonstelling Peredvizhniki - Russisch Realisme rond Repin 1870-1900 gehouden in het Drents Museum te Assen. In deze tentoonstelling worden 72 werken getoond uit het Russisch Museum in Sint-Petersburg, waaronder Ilja Repins beroemde schilderij de Wolgaslepers".